# 多布羅戈爾夏
49°20′49″N 26°38′27″E / 49.34694°N 26.64083°E
多布羅霍爾什恰（烏克蘭語：Доброгорща）是位於烏克蘭西部的村莊，由赫梅利尼茨基州裡赫梅利尼茨基區的近衛軍村市鎮負責管轄。該村面積3.01平方公里，海拔高度287米，2001年人口809，人口密度每平方公里268.9人。